# كارثة بحيرة نيوس
في 21 أغسطس 1986، تسبب ثوران بركاني في بحيرة نيوس في شمال غرب الكاميرون بمقتل 1746 شخصًا و 3500 رأس من الماشية.
تسبب الانفجار البركاني في الإطلاق المفاجئ لثاني أكسيد الكربون (CO 2 ) بحوالي 100.000 - 300.000 طن (1.6 مليون طن وفقًا لبعض المصادر). ارتفعت سحابة الغاز في البداية بمعدل 100 كيلومتر في الساعة (62 ميل/س؛ 28 م/ث) وبعد أن أصبحت أثقل من الهواء، نزلت إلى القرى المجاورة، مما أدى إلى إزاحة كل الهواء وخنق السكان والماشية على بعد 25 كيلومتر (16 ميل) البحيرة.
ومنذ ذلك الحين، تم تركيب نظام لإزالة الغازات في البحيرة بهدف تقليل تركيز CO2 في المياه وبالتالي التقليل من خطر حدوث المزيد من الانفجارات البركانية.